# Monkey Business (Black Eyed Peas)
Monkey Business è il quarto album in studio del gruppo musicale statunitense The Black Eyed Peas, pubblicato il 27 maggio 2005 dalla A&M.

## Descrizione
Composto da quindici brani, il disco ha rappresentato il secondo successo internazionale del gruppo ed è stato promosso dai singoli Don't Phunk with My Heart, Don't Lie, My Humps e Pump It. In Italia, l'album ha raggiunto la decima posizione, rimanendo in classifica per 76 settimane consecutive.

## Tracce
1. Pump It – 3:35 (William Adams, Allan Pineda, Thomas van Musser, Stacy Ferguson, Nicolas Roubanis)
2. Don't Phunk with My Heart – 3:59 (William Adams, Stacy Ferguson, Printz Board, George Pajon Jr., Full Force, Kalyanji Anandiji, Indeewar)
3. My Style (feat. Justin Timberlake) – 4:29 (William Adams, Allan Pineda, Thomas van Musser, Stacy Ferguson, Justin Timberlake, Timothy Mosley, Nate Hills)
4. Don't Lie – 3:39 (William Adams, Stacy Ferguson, Allan Pineda, Jaime Gomez, Chris Peters, Drew Peters, Ricky Walters)
5. My Humps – 5:27 (William Adams, David Payton)
6. Like That (feat. Q-Tip, Talib Kweli, Cee-Lo & John Legend) – 4:34 (William Adams, Allan Pineda, Jaime Gomez, Kamaal Fareed, Talib Kweli Greene, Anthony Newley, Leslie Bricusse)
7. Dum Diddly – 4:20 (William Adams, Allan Pineda, Ray Brady, Printz Board, George Bennett, Benjamin Brown, Lloyd Ferguson, Robert Lyn, Donat Mittoo, Leroy Sibbles, Fitzroy Simpson)
8. Feel It – 4:19 (William Adams, Stacy Ferguson, Allan Pineda)
9. Gone Going (feat. Jack Johnson) – 3:14 (William Adams, Jack Johnson)
10. They Don't Want Music (feat. James Brown) – 6:47 (William Adams, James Brown, Stacy Ferguson, Printz Board, Timothy Grindgreff, Greg Mays, Darryl Barnes)
11. Disco Club – 3:48 (William Adams, Allan Pineda, Jean Baptiste, Melvin J. Lewis, Michael Matthews, Anthony Tidd)
12. Bebot – 3:30 (William Adams, Allan Pineda)
13. Ba Bump – 3:57 (William Adams, Allan Pineda, Printz Board, Larry Blackmon, Thomas Jenkins)
14. Audio Delite at Low Fidelity – 5:30 (William Adams, Allan Pineda, Keith Harris, Rick James)
15. Union (feat. Sting) – 5:04 (William Adams, Sting, Stacy Ferguson, George Pajon Jr.)

Traccia bonus nell'edizione internazionale
1. Do What You Want – 4:03

Tracce bonus nelle edizioni britannica e giapponese
1. Do What You Want – 4:03
2. If You Want Love – 4:56
3. Make Them Hear You – 3:18 – assente nell'edizione britannica

Tracce bonus nell'edizione speciale asiatica
1. Do What You Want – 4:03
2. Pump It (Travis Barker Remix) – 3:36
3. Dum Diddly (Noisetrip Remix) – 4:06